# Cabinet fantôme Shorten
 (signalé en mai 2025).
Si vous disposez d'ouvrages ou d'articles de référence ou si vous connaissez des sites web de qualité traitant du thème abordé ici, merci de compléter l'article en donnant les références utiles à sa vérifiabilité et en les liant à la section « Notes et références ».
- Archive Wikiwix
- Bing
- Cairn
- DuckDuckGo
- E. Universalis
- Gallica
- Google
- G. Books
- G. News
- G. Scholar
- Persée
- Qwant
- (zh) Baidu
- (ru) Yandex
- (wd) trouver des œuvres sur Wikidata

 (avril 2025).
- Si vous ne connaissez pas le sujet, laissez ce bandeau (vous pouvez alors contacter les auteurs).
- Si vous supprimez le contenu mis en cause (vous pouvez préalablement contacter les auteurs),

argumentez précisément cette suppression dans la page de discussion
(un manque de référence n'est pas un argument ; une recherche réelle de référence doit avoir été effectuée, être formellement documentée).
Commonwealth d'Australie
Abbott Albanese
Le cabinet fantôme Shorten (en anglais : Shorten Shadow Ministry) est le cabinet fantôme australien du 7 septembre 2013 au 2 juin 2019, sous les 44e et 45e législatures de la Chambre des représentants.
À l'issue de la défaite des travaillistes aux élections fédérales de 2013, Kevin Rudd démissionne de la direction du parti. Bill Shorten remporte la direction face à Anthony Albanese et forme le nouveau cabinet fantôme.
Il fait face au gouvernement libéral-national de Tony Abbott puis, à partir de juillet 2016 aux gouvernements de Malcolm Turnbull et à partir d'août 2018 à celui de Scott Morrison.